# Hersilia simplicipalpis
Espèce
Hersilia simplicipalpis est une espèce d'araignées aranéomorphes de la famille des Hersiliidae.

## Distribution
Cette espèce est endémique de Thaïlande.

## Description
Le mâle holotype mesure 6,6 mm et la femelle 7,5 mm.

## Publication originale
- Baehr & Baehr, 1993 : The Hersiliidae of the Oriental Region including New Guinea. Taxonomy, phylogeny, zoogeography (Arachnida, Araneae). Spixiana Supplement, vol. 19, p. 1-96 (texte intégral).